# I Ching
O I Ching ou Yi Jing (chinês tradicional: 易經, pinyin: Yìjīng, Mandarin pronunciation: [î tɕíŋ] (escutarⓘ)), geralmente traduzido como Livro das Mutações ou Clássico das Mutações, é um texto clássico chinês composto de várias camadas sobrepostas ao longo do tempo é considerado um dos mais antigos e importantes livros de filosofia chinesa que chegaram até nossos dias. Originalmente um manual de adivinhação durante a Dinastia Zhou Ocidental  (1000–750 AEC), foi transformado, ao longo do período dos Estados Combatentes e o início do período imperial (500–200 AEC), num texto cosmológico com uma série de comentários filosóficos conhecida como as "Dez Asas", (十翼 shí yì). Depois de se tornar parte dos cinco clássicos no século II AEC, o I Ching foi objeto de comentários de estudiosos e a base para a prática de adivinhação por séculos no Oriente, tendo também um papel influente no entendimento do pensamento oriental pelo Ocidente.
O "I Ching" pode ser compreendido e estudado tanto como um oráculo quanto como um livro de sabedoria. Na própria China, é alvo de estudo diferenciado realizado por religiosos, eruditos e praticantes da filosofia de vida taoista. O "I Ching", é simultaneamente um dos sistemas divinatórios e de significação mais complexos e elaborados que alguma vez existiram. A complexidade semiótica do sistema é em tudo superior à de sistemas como as runas nórdicas ou o tarot.
Tal como os demais sistemas divinatórios, o "I Ching" pode ser utilizado como ferramenta para definir conteúdos de qualquer estrutura semiótica, seja à luz da psicanálise da alquimia psíquica, por exemplo, quanto a análise literária, a composição musical, o cinema e  toda uma gama de outras práticas trans-disciplinares.

## Filosofia e cosmologia no I Ching
As oito figuras (trigramas) que formam o I Ching estão na base da cultura que se desenvolveu na China durante milênios. Para os chineses, a ordem do mundo depende de se dar o nome correto às coisasː portanto, o significado de "I" sempre foi objeto de discussão.
Alguns veem o ideograma I como semelhante ao desenho de um camaleão, representando o movimento (como o lagarto) e a mutação (como o mimetismo do camaleão, que muda de cor conforme a cor do ambiente em que está). Outros afirmam que o ideograma é formado pelo do Sol em cima e o da Lua embaixo, a mutação sendo simbolizada pelo movimento incessante destes astros no céu.
Para o pensamento chinês, não há o que mude, há apenas o mudar. A mutação seria o caráter mesmo do mundo. Mas a mutação é, em si mesma, invariável, ela sempre existe. Portanto, "I" significa mutação e não mutação. Subjaz, à complexidade do universo, uma 'simplicidade' que consiste nos princípios que estão por trás de todos os ciclos. Ao fluir com as circunstâncias, se evita o atrito e, portanto, a resistência: esse é o caminho do homem sábio.

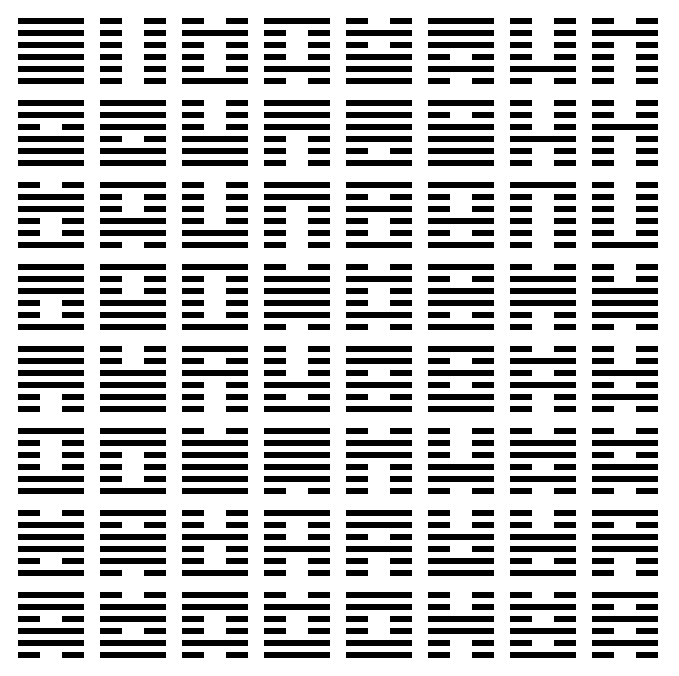
Sequência de hexagramas do Rei Wen

Tanto o taoismo como o confucionismo, duas das principais correntes filosóficas chinesas, beberam da fonte do I.
Tudo que ocorre no céu e na terra tem sua imagem nos oito trigramas, que estão continuamente se transformando um no outro. Têm várias camadas de significados, e representam processos da natureza.

## História
O I Ching surgiu antes da dinastia Chou (1150-249 a.C.) e era um conjunto de oito Kua, figuras formadas por três ou seis linhas sobrepostas. James Legge, na tradução para o inglês (1882), chamou de trigrama o conjunto de três linhas e hexagrama o de seis, para distingui-los entre si.
A origem dos 64 hexagramas é atribuída a Fu Hsi, o criador mítico chinês, e, até a dinastia Chou, eles formavam o I. Os oito trigramas recebem o nome de Pa Kua (Wide-giles) ou Ba Gua (pynin)ː a sua origem é pré-literária.
O tempo obscureceu a compreensão das linhas e, no começo da dinastia Chou, surgiram dois anexos: o Julgamento, atribuído pela tradição ao rei Wên, e as Linhas, atribuídas a seu filho, o duque de Chou, ambos fundadores desta dinastia.
Mais tarde, mesmo o significado destes textos começou a ficar obscuro e, no século VI a.C., foram acrescentadas as Dez Asas, que a tradição atribui a Confúcio, embora seja claro que a maioria delas pode não ser de sua autoria. O nome "I Ching" é dado ao conjunto dos Kua e todos os textos posteriores .
O I Ching escapou da grande queima de livros feita pelo tirano Ch'in Shih Huang Ti, no tempo em que era considerado um livro de magia e adivinhação, o que levou a escola de magos das dinastias Ch'in e Han a interpretá-lo segundo outras visões. A doutrina do Yin Yang foi sobreposta ao texto. O sábio Wang Pi veio a resgatá-lo como livro de sabedoria.
Houve várias traduções do "I Ching" para línguas ocidentais, algumas claramente desrespeitosas, tratando a cultura chinesa como primitiva. A tradução de Legge fez parte da série Sacred books of the East (Livros sagrados do Oriente), e foi traduzida também para o português.
Richard Wilhelm traduziu o I Ching para o alemão ao longo dos anos em que viveu na China, inclusive durante a invasão japonesa, quando a cidade em que estava foi cercada. Teve o apoio de um velho e sábio mestre, Lao Nai Suan, que morreu ao ser concluída a tradução. A edição alemã é do ano de 1923 e há uma edição em português, publicada em 1984 . Wilhelm traduziu também outro clássico chinês, o Tao Te Ching.

## O uso oracular do I Ching
A ênfase no aspecto oracular do I Ching variou com o tempo. No século VI a.C., era visto mais como livro de filosofia, ao passo que, na dinastia Han, quando a magia teve grande papel, era visto como oráculo.
Como todo oráculo, exige a aproximação correta: a meditação prévia, o ritual e a formulação precisa da pergunta. Acredita-se que o oráculo nunca falha, quem falha é o consulente: se a pergunta não foi clara e precisa, isto indica que a pessoa não tem clareza sobre o que deseja saber. O ritual tem a função psicológica de focar a atenção da pessoa na consulta.
A consulta oracular é feita com 50 varetas (originalmente de mil-folhas, uma planta sagrada), das quais uma é separada e as outras 49 manuseadas, seguindo seis vezes a mesma operação matemática, para a obtenção da resposta. Dessa manipulação, resulta uma linha firme (yang) ou uma linha maleável (yin), que podem ser fixas ou móveis. As linhas firmes são resultado da obtenção dos números 7 ou 9, e as maleáveis vêm dos números 6 ou 8. Destes, 6 e 9 correspondem a linhas móveis que, por estarem prestes a mudar, têm importância na interpretação . Por ser um livro sagrado, o I Ching e as varetas usadas na consulta eram guardadas em uma caixa de madeira virgem, embrulhados em seda também virgem.
Mais modernamente a consulta ao I Ching é realizada também em métodos mais simples, como moedas, dados e até mesmo baralhos. As probabilidades de obtenção dos hexagramas e suas mutações pode variar de acordo com o método utilizado .
Durante a dinastia Han, que durou de 206 a.C. até 220 d.C., a consulta começou a ser feita de forma alternativa, mais simples, com o uso de três moedas. Este é o método mais utilizado hoje no Japão e nos países ocidentais.

## Um outro estilo oracular[carecede fontes?]
Há um estilo oracular que é de dentro para fora (as 3 ligações Yinː Pé - Tronco - Mão) e de fora para dentro (as 3 Ligações Yangː Mão - Cabeça - Pé). De baixo para cima, assim como se constrói casas, prédios, circunferências que começam no 0º, são apenas objetos tocáveis feitos pelo ser humano.
Em que se considera os 6 Níveis Energéticos da Medicina Tradicional Chinesa para ordenar as 6 Linhas dos 64 Hexagramas:
| Ordem Linear | Elemento Cor 5 Shen            | Mão               | Ligação   | Pé                | Cor Elemento 5 Shen      | Ba Gua                            |
| 3            | Fogo Vermelho Shen Yang / Yang | Ovelha Xiao Chang | Tai Yang  | Macaco Pang Guang | Água Azul Zhi Yang       | Gen PG abre Yang Qiao Mai         |
| 5            | Fogo Preto Shen Yin / Yang     | Gato San Jiao     | Shao Yang | Rato Dan          | Madeira Verde Hun Yang   | Kan Dan abre Dai Mai              |
| 1            | Metal Branco Po Yang           | Coelho Da Chang   | Yang Ming | Dragão Wei        | 69 Dourado Negro Yi Yang | Zhen Relâmpago Trovão             |
| 2            | Metal Branco Po Yin            | Tigre Fei         | Tai Yin   | Serpente Pi       | 69 Dourado Negro Yi Yin  | Dui Pulmão 2 Lados Superiores     |
| 6            | Fogo Preto Shen Yin / Yin      | Cachorro Xin Bao  | Jue Yin   | Mamute Gan        | Madeira Verde Hun Yin    | Li 2 Lados Mediais Coração Fígado |
| 4            | Fogo Vermelho Shen Yang / Yin  | Cavalo Xin        | Shao Yin  | Fênix Shen        | Água Azul Zhi Yin        | Xun Rims 2 Lados Inferiores       |
| ------------ | ------------------------------ | ----------------- | --------- | ----------------- | ------------------------ | --------------------------------- |

- e os 3 Dantians para Ordenar as 3 Linhas dos 8 Trigramas:

| Dan Tian    | Linha                   | Caminho 12                | Si Xiang                | Zodíaco Zang Fu                                         |
| Zhong Abre  | Central                 | Tronco - Mão / 3 Mão Yin  | Sair Fogo Verão         | Leão Fei Pulmão - Cavalo Xin Coração - Cachorro Xin Bao |
| Shang       | Superior - Esquerda Mão | Mão - Cabeça / 3 Mão Yang | Entrar Metal Outono     | Coelho Da Chang - Ovelha Xiao Chang - Gato San Jiao     |
| Xia         | Inferior - Direita Pé   | Cabeça - Pé / 3 Pé Yang   | Descer Água Inverno     | Dragão Wei - Macaco Pang Guang - Rato Dan               |
| Zhong Fecha | Central                 | Pé - Tronco / 3 Pé Yin    | Subir Madeira Primavera | Serpente Pi - Fênix Shen - Mamute Gan                   |
| ----------- | ----------------------- | ------------------------- | ----------------------- | ------------------------------------------------------- |

## Hipótese mitológica para a criação do I Ching
Há cerca de seis ou sete mil anos, havia um mito universal de que todos os seres eram provenientes do útero de uma Mãe Cósmica; tal mito da criação universal teve lugar durante uma fase informe do mundo, aonde nada podia ainda ser identificado. Inicialmente cultuada na Índia, como Kali, a Mãe Informe, recebeu, depois, os nomes de Tiamat (Babilônia), Nu Kua (China), Temut (Egito), Têmis (Grécia pré-helênica) e Tehom (Síria e Canaã) - este último foi o termo usado mais tarde pelos escritores bíblicos para Abismo.
As mais antigas noções de criação se originavam da ideia básica do nascimento, que consistia na única origem possível das coisas e esta condição prévia do caos primordial foi extraída diretamente da teoria arcaica de que o útero cheio de sangue era capaz de criar magicamente a prole. Acreditava-se que, a partir do sangue divino do útero e através de um movimento, dança ou ritmo cardíaco que agitasse este sangue, surgissem os "frutos", a própria maternidade. Essa é uma das razões pelas quais as danças das mulheres primitivas eram repletas em movimentos pélvicos e abdominais. Muitas tradições referiram o princípio do coração materno, que detém todo o poder da criação.
Este coração materno, "uma energia capaz de coagular o caos espumoso"  organizou, separou e definou os elementos que compõem e produzem o cosmos; a esta energia organizadora os gregos deram o nome de Diakosmos, a Determinação da Deusa. Os egípcios, nos hieróglifos, chamaram este coração de ab e os hebreus foram os primeiros a chamar de pai (ainda que masculinizassem, a ideia fundamental de família e continuidade da vida não era patriarcal).
O coração e o sangue definem um elo imanente a todos os seres que dele nasceram e uma ideia de coração oculto do universo que pulsa e mantém o ritmo de ciclos das estações, dos nascimentos, mortes, destinos. Este é o significado que está no Livro dos Mortos ou das mutações. No mesmo sentido, o livro chinês é denominado Livro das Mutações.
O nome chinês dado à Mãe Primordial e informe é Nu Kua, nome referido também entre os egípcios, gregos, mesopotâmicos e hindu. As referências a ela remontam a 2500 a.C. e a imagem permanece venerada nas regiões setentrionais. Kuan Yin ou A Mulher é uma deusa dos casamentos e das mulheres em geral. O corpo original do I Ching chama-se "kua" (oito Trigramas) e os sessenta e quatro hexagramas são denominados por kua, derivado linguístico de Mãe Primordial ou Nu Kua.

## Código Numérico (x2)[carecede fontes?]
1 Tai Ji
2 Liang Yi (Yin Yang)
4 Si Xiang (Estações)
8 Trigramas (Ba Gua)
64 (8 x 8) Hexagramas
4096 (64 x 64) Mutações Possíveis
16777216 (4096 x 4096) caminhos para se obter um hexagrama e a sua transformação em um outro 